# 大連化学物理研究所

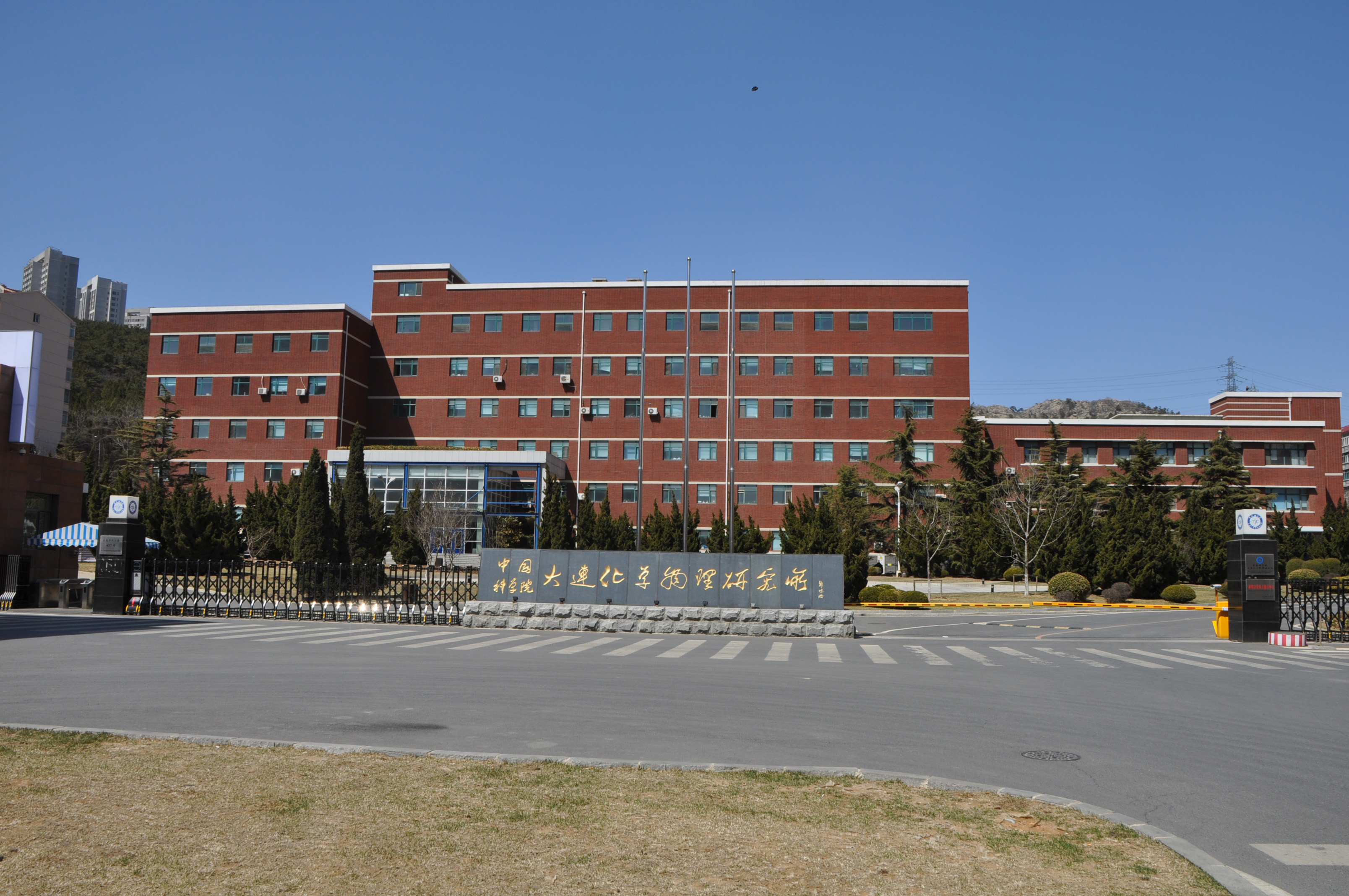
大連化学物理研究所

大連化学物理研究所 （だいれんかがくぶつりけんきゅうじょ、中国語: 大连化学物理研究所）は「化物所」（ホヮーウースォー）とも呼ばれ、中国遼寧省大連市にある中国科学院に属する、おもに化学物理学関係の研究所である。

## 概要
大連化学物理研究所の前身は満鉄の1907年に始まった調査部で、後にそこに併設された中央試験所（中央研究所）であり、1945年には中長鉄道大連化学研究所となり、いくつかの変遷を見て、1961年に現在の名称になった。長らく満鉄中央試験所の場所（一二九街＠中山路）を使っていたが、1995年には現在位置へ移転している。  

## 基礎データ
- 名称：中国科学院大連化学物理研究所
- 設立：1949年
- 所長：張濤（Zhang Tao）
- 住所：編碼：116023　大連市沙河口区中山路457号（星海広場付近）
- 交通：路面電車：202路「化物所」停留所